# فریگیت کلاس لیم
فریگیت کلاس لیم (به انگلیسی: Lyme-class frigate) یک کلاس از کشتی است که طول آن ۱۱۷ فوت ۱۰ اینچ (۳۵٫۹ متر) می‌باشد.